# Grimmy
Grimmy (Mother Goose and Grimm) è una serie di cartoni animati prodotta da Film Roman tra il 1991 e il 1993, trasposizione sullo schermo del fumetto di Mike Peters.

## Trama
Grimmy è un cane pasticcione con la forte inclinazione a cacciarsi nei guai, nelle sue disavventure è solito coinvolgere Attila, un gatto calmo e pacato, e Bacon, un maialino pronto ad abbuffarsi di cibo ad ogni occasione. Questo trio condivide l'affetto e l'ospitalità di Mamma Oca, un'anziana pennuta disposta sempre a perdonare le loro bravate.

## Protagonisti
- Grimmy (voce: Oliviero Dinelli)
- Mamma Oca (voce: Massimo Corizza)
- Attila (voce: Oreste Baldini)
- Bacon (voce: Antonella Baldini)
- Specchio magico (voce: Renato Cecchetto)
- Strega
- Lassie, il pesce
- Orso Brian
- Aldo la pulce (voce: Ambrogio Colombo)
- Margarina la pulce
- Testaduovo (voce: Edoardo Nordio)
- Il lupo cattivo (voce: Renato Cecchetto)
- Reporter televisivo (voce: Renato Cecchetto)
- Leon Rottweiler, l'accalappiacani
- Thor
- Scragg
- Dracula
- L'uomo nero (voce: Ambrogio Colombo)
- Altri personaggi (voci: Edoardo Nordio, Renato Cecchetto)

## Episodi
1. Love story (Puppy Love Story) / Bacon e i suoi fratelli (Brotherhood of Ham)
2. Gusti costosi (Expensive Taste) / Nuota a casa, Lassie! (Lassie Swim Home)
3. Buffoni di corte (Funny Business) / L'uomo nero (The Boogie Man)
4. Incontri ravvicinati del Grimmy-tipo (Grimm Encounter) / Il ladro di provviste (The Grocery Grabber)
5. Bacon solo in casa (Ham Alone) / La banda delle pecore (Sheep Thrills)
6. Il mio eroe adorato (Hero Worship) / L'ultima puntata (Search for Soap)
7. Problemi di pelo (The Fur Flies) / Il paese delle pulci (It's a Flea Country)
8. L'osso conteso (Bone of Contention) / L'abominevole aspirapolvere (Sweeper Creeper)
9. La strega più perfida (The Wickedest Witch) / Motel Grimmy (Motel Mutt)
10. Il cane-gatto (Pussycat Pooch) / Non svegliate l'oca che dorme (Open All Night)
11. Addio per sempre Mamma Oca (Getaway Grimmy) / Vita da burattini (Tail of a Puppet)
12. Testaduovo sul muretto (The Egg and Us) / Il dottor Grimmy e Mister Hyde (Hyde and Go Seek)
13. La notte dei rifiuti (Trash Night Trouble) / Lo specchio magico (Mirror Monster)

Gli episodi sono stati gradualmente pubblicati in VHS per la collana Supercartoon legata al giornale La Repubblica, spesso accomunati ad altri cartoni del periodo, come Potsworth & Co. e Billy the Cat.